# Кардосо, Хосе Сатурнино
Хосе́ Сатурни́но Кардо́со Отасу́ (исп. José Saturnino Cardozo Otazú, родился 19 марта 1971 года в Нуэва-Италии) — парагвайский футболист, нападающий. Четырежды становился лучшим бомбардиром чемпионата Мексики.

## Биография
В 2002 году был признан лучшим футболистом Южной Америки. В 2003 году был признан ФИФА лучшим бомбардиром планеты, забив за год 58 голов. В 2004 году выступил на Олимпийских играх в качестве одного из игроков, чей возраст превышал 23 года. Сборная Парагвая дошла до финала турнира, где уступила Аргентине. Два раза Кардосо участвовал в чемпионатах мира — в 1998 и 2002 годах. Он был также включён в заявку на чемпионат мира 2006 года, но из-за травмы был вынужден уступить своё место Данте Лопесу. Лучший бомбардир в истории мексиканской «Толуки».
В 2006 году Кардосо вернулся в Парагвай, но трансферное окно к тому моменту было закрыто, поэтому его не смогли дозаявить за «Олимпию». По этой причине он решил завершить свою карьеру футболиста. В сезоне 2006/2007 начал тренерскую карьеру, став главным тренером асунсьонской «Олимпии».

## Титулы
- Чемпион Парагвая (1): 1993 (Олимпия)
- Чемпион Мексики (4): Лет. 1998, Лет. 1999, Лет. 2000, Ап. 2002
- Кубок чемпионов КОНКАКАФ (1): 2003 (Толука)
- Чемпион Южной Америки до 23 лет (1): 1992 (Парагвай)
- Финалист Кубка Либертадорес (2): 1993, 2001
- Серебряный призёр Олимпийских игр (1): 2004 (Парагвай)

## Личные достижения
- Лучший бомбардир чемпионата Мексики (4): 1998, 1999, 2002, 2003
- Лучший бомбардир года по версии ФИФА (1): 2003 (58 голов)
- Футболист года в Парагвае (3): 2000, 2002, 2003
- Футболист года в Южной Америке (1): 2002
- Лучший бомбардир в истории «Толуки» (249 голов)
- Обладатель приза IFFHS лучшему бомбардиру национальных чемпионатов: 2003[1]